# Holly Valance

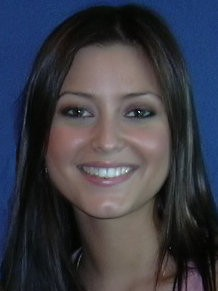
Holly Valance (2002)

Holly Valance (* 11. Mai 1983 in Melbourne, Victoria als Holly Rachel Vukadinović) ist eine australisch-britische Schauspielerin, Sängerin und Model.

## Leben und Karriere
Holly Valance's Vater Rajko Vukadinovic stammt aus Serbien, ihre Mutter Rachel aus England. Ihr Großvater mütterlicherseits war ein Cousin des britischen Komikers Benny Hill. Valance wurde in Melbourne an einer katholischen High School unterrichtet. Sie hat zwei jüngere Schwestern namens Coca Melody und Olympia Montana.
Von 1999 bis 2005 spielte Valance in der australischen Soap Nachbarn.
Valance begann 2002 ihre Gesangskarriere. Die erste im April 2002 erschienene Single Kiss Kiss, einer englischsprachigen Version des Hits Şımarık des türkischen Sängers Tarkan, war erfolgreich, nicht zuletzt dank des freizügigen Musikvideos, das wochenlang die britische Boulevard-Presse beschäftigte. Zu der Nummer-Eins-Platzierung in Großbritannien kamen Top-10-Platzierungen in ganz Europa. Im Zuge dieses Erfolges erreichte auch das im Oktober 2002 veröffentlichte Debütalbum Footprints die britischen Top 10. Das Album wurde mit Gold in Großbritannien und Japan ausgezeichnet. Weitere Auskopplungen konnten den Erfolg der Debütsingle nicht wiederholen, besonders außerhalb von Großbritannien war ihr Erfolg nicht dauerhaft. Im November 2003 folgte das Album State Of Mind, das außerhalb Großbritanniens kaum noch Beachtung fand. In Japan entwickelte sich das Album jedoch zu einem großen Erfolg und wurde – obwohl es nur eine Single-Auskopplung gab – ebenfalls mit Gold ausgezeichnet.
Valance hatte 2004 einem Auftritt in der Fernsehserie CSI: Miami. 2005 spielte sie in der Serie Prison Break eine Nebenrolle. 2006 war sie neben Paris Hilton in der Komödie Die Party Animals sind zurück! zu sehen und trat im gleichen Jahr im Actionfilm D.O.A. – Dead or Alive auf. 2008 agierte sie neben Liam Neeson im Action-Thriller 96 Hours. Außerdem mimte sie in dem Computerspiel-Add-on Alarmstufe Rot 3: Der Aufstand die Reporterin Brenda Snow und 2007 in der Serie Moonlight – an der Seite ihres damaligen Lebensgefährten Alex O’Loughlin – die Vampirin Lola.
Valance war mit ihrem australischen Schauspielkollegen Alex O’Loughlin liiert. Die beiden trennten sich im Februar 2009 nach fast vier Jahren. Am 22. Dezember 2011 verlobte sie sich mit dem britischen Immobilienmakler Nick Candy. Das Paar heiratete am 29. September 2012 im kalifornischen Beverly Hills. Im November 2013 wurden sie Eltern einer Tochter.

## Filmografie (Auswahl)

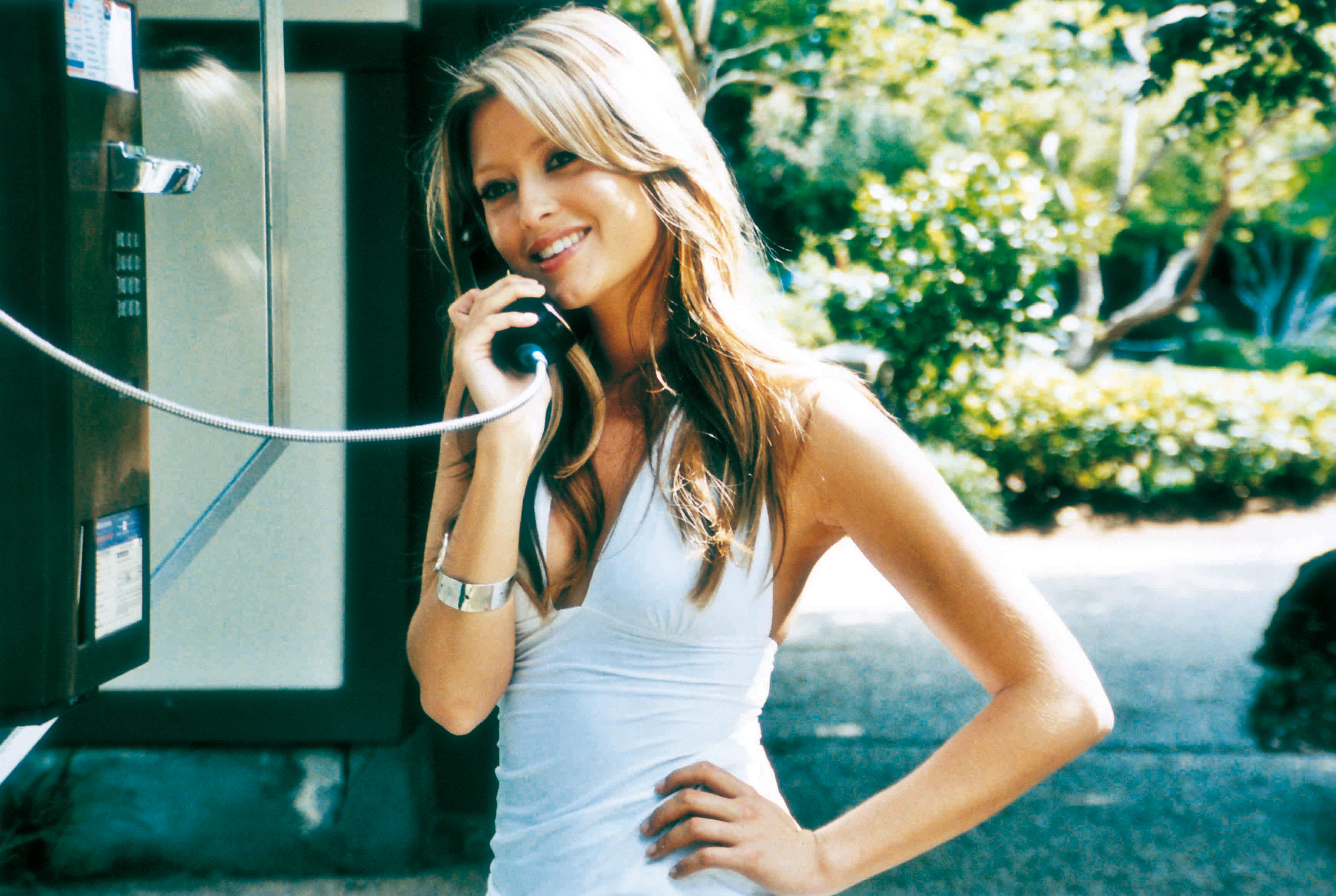
Valance beim Dreh eines Werbespots (2006)

### Kino
- 2006: D.O.A. – Dead or Alive (DOA: Dead or Alive)
- 2006: Die Party Animals sind zurück! (National Lampoon’s Pledge This!)
- 2008: 96 Hours (Taken)
- 2009: Kambakkht Ishq – Drum prüfe wer sich ewig bindet (Kambakkht Ishq)
- 2009: X Returns (Kurzfilm)
- 2010: Luster
- 2011: Surviving Georgia
- 2011: Big Mamma’s Boy
- 2015: Red Herring

### Fernsehen
- 1999–2005, 2022: Nachbarn (Neighbours, 420 Folgen)
- 2004: CSI: Miami (eine Folge)
- 2005: Entourage (eine Folge)
- 2005: CSI: NY (eine Folge)
- 2005–2006: Prison Break (5 Folgen)
- 2007: Moonlight (eine Folge)
- 2007: Shark (eine Folge)
- 2008: Valentine (eine Folge)
- 2010: Agatha Christie’s Marple (eine Folge)

## Diskografie

### Studioalben
| Jahr | Titel         | Höchstplatzierung, Gesamtwochen, AuszeichnungChartplatzierungen (Jahr, Titel, Platzierungen, Wochen, Auszeichnungen, Anmerkungen) | Höchstplatzierung, Gesamtwochen, AuszeichnungChartplatzierungen (Jahr, Titel, Platzierungen, Wochen, Auszeichnungen, Anmerkungen) | Anmerkungen                            |
| Jahr | Titel         | UK | AU | Anmerkungen                            |
| ---- | ------------- | --- | --- | -------------------------------------- |
| 2002 | Footprints    | UK9 Gold · (15 Wo.)UK | AU15 (4 Wo.)AU | Erstveröffentlichung: 14. Oktober 2002 |
| 2003 | State of Mind | UK60 (1 Wo.)UK | AU57 (1 Wo.)AU | Erstveröffentlichung: 6. November 2003 |

### Singles
| Jahr | Titel Album             | Höchstplatzierung, Gesamtwochen, AuszeichnungChartplatzierungen (Jahr, Titel, Album, Platzierungen, Wochen, Auszeichnungen, Anmerkungen) | Höchstplatzierung, Gesamtwochen, AuszeichnungChartplatzierungen (Jahr, Titel, Album, Platzierungen, Wochen, Auszeichnungen, Anmerkungen) | Höchstplatzierung, Gesamtwochen, AuszeichnungChartplatzierungen (Jahr, Titel, Album, Platzierungen, Wochen, Auszeichnungen, Anmerkungen) | Höchstplatzierung, Gesamtwochen, AuszeichnungChartplatzierungen (Jahr, Titel, Album, Platzierungen, Wochen, Auszeichnungen, Anmerkungen) | Höchstplatzierung, Gesamtwochen, AuszeichnungChartplatzierungen (Jahr, Titel, Album, Platzierungen, Wochen, Auszeichnungen, Anmerkungen) | Anmerkungen                              |
| Jahr | Titel Album             | DE | AT | CH | UK | AU | Anmerkungen                              |
| ---- | ----------------------- | --- | --- | --- | --- | --- | ---------------------------------------- |
| 2002 | Kiss Kiss Footprints    | DE14 (13 Wo.)DE | AT11 (18 Wo.)AT | CH19 (19 Wo.)CH | UK1 Gold · (17 Wo.)UK | AU1 Platin · (17 Wo.)AU | Erstveröffentlichung: 29. April 2002     |
| 2002 | Down Boy Footprints     | DE61 (4 Wo.)DE | — | CH70 (4 Wo.)CH | UK2 (16 Wo.)UK | AU3 Gold · (15 Wo.)AU | Erstveröffentlichung: 30. September 2002 |
| 2002 | Naughty Girl Footprints | DE52 (5 Wo.)DE | AT56 (5 Wo.)AT | — | UK16 (9 Wo.)UK | AU3 Gold · (11 Wo.)AU | Erstveröffentlichung: 9. Dezember 2002   |
| 2003 | State of Mind           | — | — | — | UK8 (10 Wo.)UK | AU14 (13 Wo.)AU | Erstveröffentlichung: 8. September 2003  |

## Auszeichnungen für Musikverkäufe
| Goldene Schallplatte - Japan - 2002: für das Album Footprints - 2003: für das Album State of Mind |

Anmerkung: Auszeichnungen in Ländern aus den Charttabellen bzw. Chartboxen sind in ebendiesen zu finden.
| Land/RegionAuszeichnungen für Musikverkäufe (Land/Region, Auszeichnungen, Verkäufe, Quellen) | Gold     | Platin  | Verkäufe | Quellen     |
| -------------------------------------------------------------------------------------------- | -------- | ------- | -------- | ----------- |
| Australien (ARIA)                                                                            | 2× Gold2 | Platin1 | 140.000  | aria.com.au |
| Japan (RIAJ)                                                                                 | 2× Gold2 | —       | 200.000  | riaj.or.jp  |
| Vereinigtes Königreich (BPI)                                                                 | 2× Gold2 | —       | 500.000  | bpi.co.uk   |
| Insgesamt                                                                                    | 6× Gold6 | Platin1 |          |             |